# Nortkerque
Nortkerque is een gemeente in het Franse departement Pas-de-Calais (regio Hauts-de-France). De plaats maakt deel uit van het arrondissement Calais. Nortkerque telde op 1 januari 2022 1.753 inwoners.

## Naam
De plaatsnaam heeft een Oudnederlandse herkomst. De oudste vermelding is uit het jaar 1084 als Northkerke. Het betreft een samenstelling. De betekenis van de plaatsnaam is Noordkerke De huidige Franstalige plaatsnaam is hiervan een fonetische nabootsing. Ten zuiden van deze plaats ligt Zutkerque.

## Geschiedenis
Northkerque is gelegen in het Land van Bredenarde, een historische streek in het Franse departement Pas-de-Calais. Het gebiedje behoorde tot het baljuwschap Sint-Omaars in Artesië en omvatte de parochies Audruicq, Nortkerque, Zutkerque en Polincove. Audruicq was de hoofdplaats.

## Taal
Nortkerque maakte in de middeleeuwen nog deel uit van het Nederlandse taalgebied, maar raakte geleidelijk verfranst, al blijkt dat er tot in de 18de eeuw nog Vlaams voorkwam.

## Geografie
De oppervlakte van Nortkerque bedroeg op 1 januari 2022 13,19 vierkante kilometer; de bevolkingsdichtheid was toen 132,9 inwoners per km².

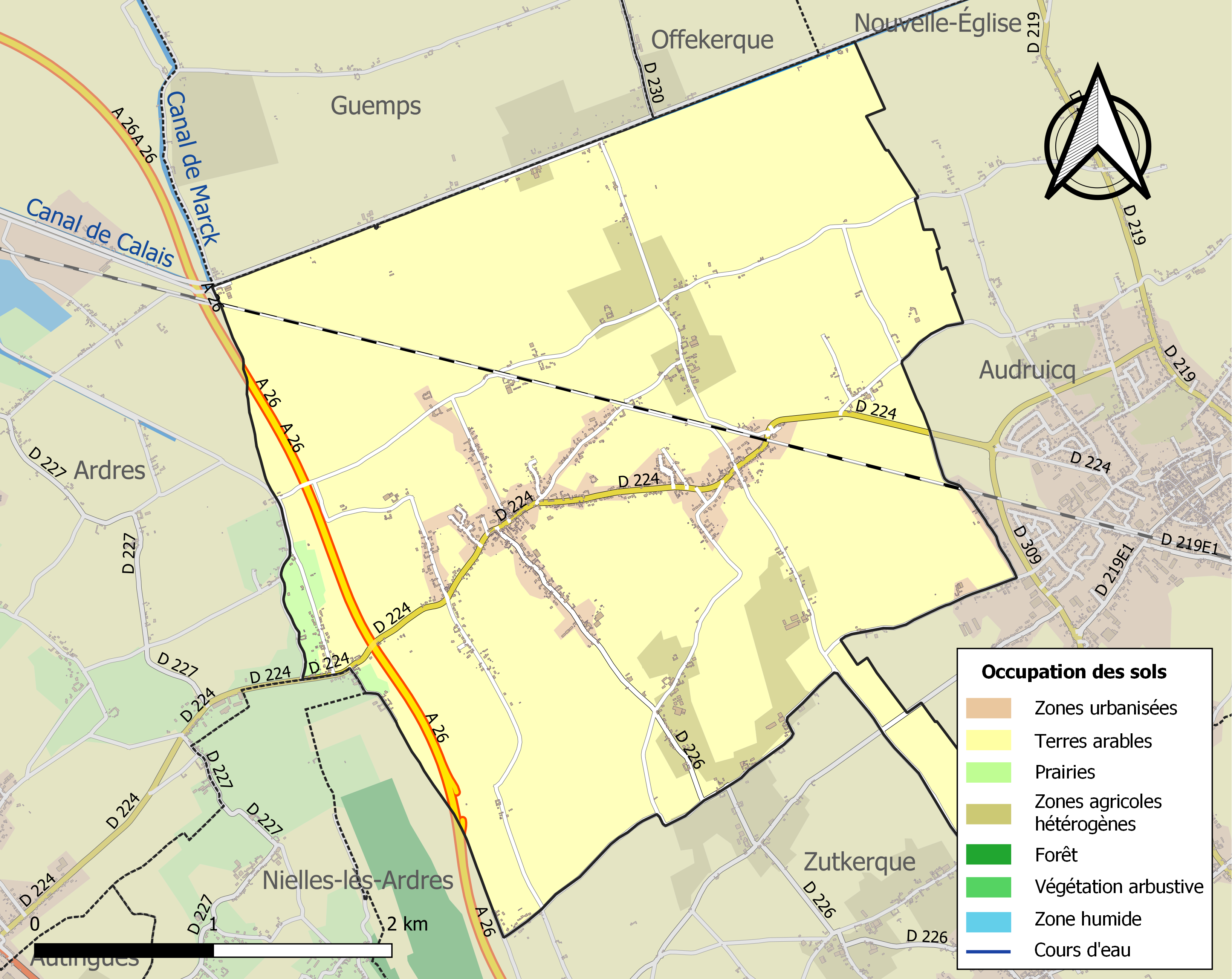
Kaart van de gemeente met belangrijkste infrastructuur, bodemgebruik en omliggende gemeenten

## Verkeer en vervoer
In de gemeente ligt spoorwegstation Nortkerque.

## Demografie
Onderstaande figuur toont het verloop van het inwonertal (bron: INSEE-tellingen).